# Become Clear
Become Clear는 피아의 통산 3번째 앨범이자 메이저 2번째 앨범이다. 
전작까지 이어온 메탈 노선을 벗어나 피아노와 멜로디가 강조된 사운드로 변화를 시도하여 팬들 사이에서
많은 논란이 있었다. 전작에 이어 일본의 엔지니어 히로노리 사토 (Hironori Satoh)가 믹싱 엔지니어를 담당하였으며
이글스 (Eagles)의 Hotel California를 마스터링 했던 Sterling Sound의 조지 마리노 (George Marino)가 마스터링을 담당하였다. 
타이틀곡은 "My Bed", "Cassandra"로써 뮤직비디오로도 제작되었다. 또한, 음악적 노선의 변화에 따라 키보드와 신디사이저의 비중이 증가하였으며, 
이와 더불어 심지의 음악적인 비중은 이번 앨범을 기점으로 크게 증가하였다.

## 곡 목록
1. "Become Clear"
작곡 : 혜승
심지의 키보드 연주와 혜승의 드러밍으로 이루어진 짧은 연주곡. 본 앨범의 타이틀곡인 My Bed의 뮤직비디오 초반부에 나오는 곡이기도 하다.
2. "Look At Urself"
작곡 : 심지／작사 : 요한
3. "My Bed"
작곡 : 심지／작사 : 요한
타이틀곡.
4. "처음의 속삭임"
작곡 : 기범／작사 : 요한
5. "Mojo Seller"
작곡 : 요한／작사 : 요한
6. "Velvet Field"
작곡 : 심지／작사 : 요한
7. "Cassandra"
작곡 : 심지／작사 : 요한
My Bed의 후속 타이틀곡. 밴드의 공연 현장을 담은 영상이 뮤직비디오로 제작되었다. 피아 멤버들이 후렴구의 코러스를 합창하였으며, 앨범 마지막 트랙 종료 후에 나오는 히든 트랙에서는 이 곡의 합창 부분을 녹음하는 과정이 나온다.
8. "Roleplaying Jane"
작곡 : 심지／작사 : 요한
9. "Pentagram"
작곡 : 심지
연주곡.
10. "Still Going Down"
작곡 : 기범／작사 : 요한
이후 2008년에 발매된 EP 앨범 Urban Explorer에 가사의 일부가 변경되고 재편곡되어 Silver 라는 제목으로 재수록되었다.
11. "Behind The Sun"
작곡 : 혜승／작사 : 요한
12. "Spin My Ego" 
작곡 : 기범／작사 : 요한
원곡은 2004년 발매된 영화 "돌려차기"의 사운드트랙에 수록된 "Ego"라는 곡으로 가사의 일부가 변경되고 재편곡되었다.